# تحدي الأندية يويفا–كونميبول 2023
تحدي الأندية يويفا–كونميبول 2023 هي النسخة الأولى من مسابقة تحدي الأندية يويفا–كونميبول، وهي مباراة كرة قدم بين بطل الدوري الأوروبي وبطل كوبا سود أمريكانا، يتظمها يويفا و‌كونميبول.
ستقام المباراة يوم 17 يوليو 2023، بين بطل الدوري الأوروبي 2022–23، نادي إشبيلية الإسباني، وبطل كوبا سود أمريكانا 2022، إنديبندينتي ديل فال الإكوادوري، على أرضية ملعب رامون سانشيز بيزخوان بمدينة إشبيلية.

## الفريقين
| الفريق              | طريقة التأهل                |
| ------------------- | --------------------------- |
| إشبيلية             | بطل الدوري الأوروبي 2022–23 |
| إنديبندينتي ديل فال | بطل كوبا سود أمريكانا 2022  |

## المباراة
| إشبيلية                            | 1–1   | إنديبندينتي ديل فال         |
| ---------------------------------- | ----- | --------------------------- |
| أورتيز 90+1'                       | تقرير | دياز 10'                    |
| ركلات الترجيح                      |       |                             |
| - جوردان - روميرو - إدريسي - غوميز | 4–1   | - فارفيلي - هويوس - مارتينز |